# Едон Жегрова
Едон Лулзім Жегрова (алб. Edon Lulzim Zhegrova, нар. 31 березня 1999, Герфорд, Німеччина) — косовський футболіст, вінгер французького клубу «Лілль» та національної збірної Косова.

## Клубна кар'єра
Едон Жегрова народився у німецькому місті Герфорд у родині косовських переселенців. Та займатися футболом почав на своїй історичній батьківщині. Та його дебют на професійному рівні відбувся в Бельгії, де він у 2017 році приєднався до клуб «Генк». 10 вересня Едон вперше вийшов на поле у формі «Генка», замінивши по ходу гри Руслана Маліновського.
У лютому 2019 року футболіст відправився в оренду у швейцарський «Базель». А 23 лютого Жегрова дебютував у чемпіонаті Швейцарії. Після завршення терміну оренди, у вересні 2020 року Жегрова підписав з «Базелем» повноцінний контракт.
У зимове трансферне вікно сезону 2021/22 Жегрова перейшов до французького «Лілля». Сума контракту становила 7 млн євро. Вже 22 січня футболіст вперше з'явився на полі у складі нової команди.

## Збірна
24 березня 2018 року Едон Жегрова дебютував у національній збірній Косова з футболу в товариському матчі проти команди Мадагаскару. В своєму першому ж матчі у збірній Жегрова відмітився забитим голом.